# Марко I (византијски епископ)
Марко I (грч. Μαρκος) је био византијски епископ у периоду од 198. до 211. године.
На дужност је ступио након епископа Олимпијана. Током епископства Марка I хришћане је прогонио римски цар Септимије Север. Не постоји консензус око тога да ли је био једини епископ током 13 година или је други светитељ управљао епархијом 8 година прогона.
Марко I умро је 211. године. Његов наследник је био еписко Филаделфије. 